# Christmas cracker

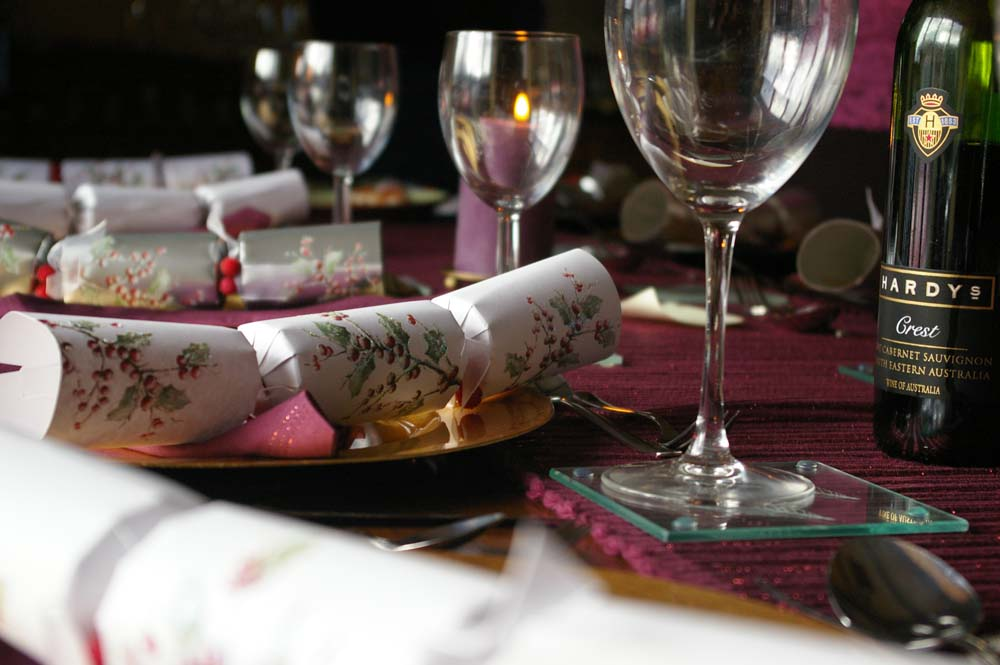
Un Christmas cracker a la taula de Nadal

El Christmas cracker, que literalment vol dir "petard de Nadal", o simplement cracker és un element típic de les festes de Nadal del Regne Unit, Irlanda i altres països membres de la Commonwealth, com Austràlia, el Canadà, Nova Zelanda i la República de Sud-àfrica. Es tracta d'un tub de cartó embolicat amb paper de colors vius que deixa anar un lleu espetec quan dues persones l'estiren perquè s'obri i en caigui el contingut que hi ha a l'interior: un barret de paper, un regalet i un acudit.

## Composició
El cos del cracker es compon d'un tub de cartó dividit en tres seccions, si és molt llarg, o de tres tubs de cartó, si són més curts. Per embolicar-lo s'utilitza un paper de colors vius o brillants que es torça de tal manera que l'estructura agafa la forma de l'embolcall típic d'un caramel de grans proporcions. Pel mig d'aquesta estructura hi passa una tireta de cartó impregnada de substàncies químiques sensibles a la fricció (semblants a les que s'empren en les pistoles de fogueig) i és aquest mecanisme el que fa que soni un lleu espetec quan el cracker es parteix. Una de les substàncies químiques que es fan servir a la tireta per crear aquest efecte és el fulminat de plata, un compost molt inestable. El nom de cracker ("petard") prové precisament d'aquest soroll explosiu.

## Tradició
Seguint el costum, és típic que els Christmas crackers entrin en escena durant el sopar de Nadal, tot i que sovint també se'n troben als sopars d'empresa o en algunes celebracions especials. Es col·loca un cracker sobre el plat de cada convidat i s'acostuma a obrir abans de començar el sopar, estirant-lo entre dues persones, una de cada extrem. La manera tradicional de fer petar un cracker, però, és que els convidats creuin els braços i estirin el cracker de la persona del costat, de manera que es formi una gran rotllana al voltant de la taula i tots els crackers s'obrin alhora. Cadascú agafa el seu cracker amb la mà dreta i estira el del veí amb la mà esquerra. El més normal és que el cracker es parteixi de manera desigual, cosa que ha provocat que la tradició compti amb diverses versions. Així, per exemple, segons una versió, el contingut del cracker és de la persona que se'n queda amb la part més gran a la mà. Segons una altra, cada persona té el seu propi cracker i li'n pertany el contingut independentment de la part que li toqui.
Els elements que s'acostumen a trobar dins el cracker són un barret fet de paper de colors, un regalet, que pot ser una joguina petita, un penjoll de plàstic, un clauer o alguna altra fotesa, i un trosset de paper amb un lema, un acudit o una endevinalla. Els barrets de paper, que tenen forma de corona, se solen portar posats durant el sopar de Nadal. Es creu que aquesta tradició de portar barrets festius data del temps dels romans i de les saturnals, festivitats durant les quals també era típic portar-ne.

## Comercialització
Els Christmas crackers no s'acostumen a vendre per separat, sinó en capses de tres a dotze unitats i, tot i que poden presentar una gran diversitat de dissenys i estampats, sempre hi solen prevaldre els colors vermell, verd i daurat. El preu dels crackers ve condicionat pel seu contingut: des d'adhesius o quincalles, als crackers més simples i barats, fins a autèntiques joies, als més luxosos i cars. L'única cosa que no varia amb el preu és la qualitat dels acudits, que, com es pot observar a l'exemple següent, sempre solen ser força dolents: "Per què la mestra va anar amb ulleres de sol a l'escola? Perquè tenia uns alumnes brillants".

## Història
L'Oxford English Dictionary recull l'ús del terme cracker bon-bon i el costum d'estirar els crackers des de principis del 1840. Segons diu la tradició, l'inventor dels crackers va ser Tom Smith l'any 1847. Aquest pastisser de Londres els va crear com una millora dels seus bombons, dolços que havia descobert en un viatge a París i que venia en una paperina (l'origen de l'embolcall tradicional dels caramels) durant l'època de Nadal. Tanmateix, a mesura que se'n van desplomar les vendes, Smith es va veure obligat a pensar en noves idees promocionals perquè el negoci no fes fallida. La seva primera estratègia va consistir a incloure breus missatges d'amor dins l'embolcall dels bombons, una idea que avui dia pot recordar els missatges que hi ha dins les famoses galetes de la sort d'origen xinès.
Smith hi va afegir el sorollet característic quan va sentir l'esclafit d'un tronc que havia acabat de posar al foc. Per tal d'incorporar-hi el mecanisme que fes aquest espetec, va ser necessari augmentar la mida del paper que s'utilitzava per embolicar-lo i, al final, es va haver de treure fins i tot el mateix bombó, que es va substituir per un regalet sorpresa (ventalls, joies i altres elements de cert valor). El nou producte va sortir a la venda amb el nom de Cosaque (pel soroll dels fuets que utilitzaven els cosacs), però a mesura que altres establiments també van començar a comercialitzar-lo, l'onomatopeic cracker aviat es va convertir en el nom més utilitzat. Els altres elements del cracker actual —els regalets, els barrets de paper i la diversitat de dissenys— els va introduir Walter Smith, el fill de Tom Smith, per distingir el seu producte dels fabricants de crackers que li feien la competència.